# Лефтер Кючюкандоньядіс
Лефтер Кючюкандоньядіс (тур. Lefter Küçükandonyadis, нар. 22 грудня 1924, Стамбул — пом. 13 січня 2012, Стамбул) — турецький футболіст, що грав на позиції нападника. По завершенні ігрової кар'єри — футбольний тренер.
Виступав, зокрема, за клуб «Фенербахче», а також національну збірну Туреччини.
Триразовий чемпіон Туреччини.

## Клубна кар'єра
Народився 22 грудня 1924 року в місті Стамбул. Вихованець футбольної школи клубу «Таксім». Дорослу футбольну кар'єру розпочав 1941 року в основній команді того ж клубу, в якій провів два сезони, взявши участь у 90 матчах чемпіонату. 
Згодом з 1947 по 1953 рік грав у складі команд клубів «Фенербахче», «Фіорентіна» та «Ніцца».
Своєю грою за останню команду знову привернув увагу представників тренерського штабу клубу «Фенербахче», до складу якого повернувся 1953 року. Цього разу відіграв за стамбульську команду наступні одинадцять сезонів своєї ігрової кар'єри. Більшість часу, проведеного у складі «Фенербахче», був основним гравцем атакувальної ланки команди. У складі «Фенербахче» був одним з головних бомбардирів команди, маючи середню результативність на рівні 0,67 голу за гру першості.
Завершив професійну ігрову кар'єру у клубі АЕК, за команду якого виступав протягом 1964 року.

## Виступи за збірні
У 1943 році залучався до складу молодіжної збірної Туреччини. На молодіжному рівні зіграв у 3 офіційних матчах, забив 1 гол.
У 1947 році захищав кольори олімпійської збірної Туреччини. У складі цієї команди провів 1 матч.
У 1948 році дебютував в офіційних матчах у складі національної збірної Туреччини. Протягом кар'єри у національній команді, яка тривала 16 років, провів у формі головної команди країни 46 матчів, забивши 21 гол.
У складі збірної був учасником  футбольного турніру на Олімпійських іграх 1948 року у Лондоні, чемпіонату світу 1954 року у Швейцарії.

## Кар'єра тренера
Розпочав тренерську кар'єру невдовзі по завершенні кар'єри гравця, 1965 року, очоливши тренерський штаб клубу «Егалео».
В подальшому очолював команди клубів «Суперспорт Юнайтед», «Самсунспор», «Ордуспор» та «Мерсін Ідманюрду».
Останнім місцем тренерської роботи був клуб «Болуспор», команду якого Лефтер Кючюкандоньядіс очолював до 1970 року.
Помер 13 січня 2012 року на 87-му році життя у Стамбулі.
| Дата       | Місто           | Господарі         | Результат | Гості          | Турнір                   | Голи | Примітки |
| ---------- | --------------- | ----------------- | --------- | -------------- | ------------------------ | ---- | -------- |
| 23-4-1948  | Афіни           | Греція            | 3 – 1     | Туреччина      | товариський матч         | 1    |          |
| 30-5-1948  | Стамбул         | Туреччина         | 0 – 1     | Австрія        | товариський матч         | -    |          |
| 2-8-1948   | Лондон          | Туреччина         | 4 – 0     | Чилі           | ОІ 1948 - 1/8 фіналу     | 1    |          |
| 5-8-1948   | Лондон          | Туреччина         | 1 – 3     | Югославія      | ОІ 1948 - чвертьфінал    | -    |          |
| 20-3-1949  | Відень          | Австрія           | 1 – 0     | Туреччина      | товариський матч         | -    |          |
| 20-5-1949  | Афіни           | Туреччина         | 2 – 3     | Італія         | Середземноморський кубок | -    |          |
| 20-11-1949 | Анкара          | Туреччина         | 7 – 0     | Сирія          | Відбір до ЧС 1950        | 1    |          |
| 28-5-1950  | Стамбул         | Туреччина         | 6 – 1     | Іран           | товариський матч         | 2    |          |
| 3-12-1950  | Стамбул         | Туреччина         | 3 – 2     | Ізраїль        | товариський матч         | 1    |          |
| 10-6-1951  | Стокгольм       | Швеція            | 3 – 1     | Туреччина      | товариський матч         | 1    |          |
| 17-6-1951  | Західний Берлін | ФРН               | 2 – 1     | Туреччина      | товариський матч         | -    |          |
| 11-12-1953 | Стамбул         | Туреччина         | 0 – 1     | Італія         | Середземноморський кубок | -    |          |
| 6-1-1954   | Мадрид          | Іспанія           | 4 – 1     | Туреччина      | Відбір до ЧС 1954        | -    |          |
| 14-3-1954  | Стамбул         | Туреччина         | 1 – 0     | Іспанія        | Відбір до ЧС 1954        | -    |          |
| 17-3-1954  | Рим             | Іспанія           | 2 – 2     | Туреччина      | Відбір до ЧС 1954        | -    |          |
| 17-6-1954  | Берн            | ФРН               | 4 – 1     | Туреччина      | ЧС 1954 - 1-й етап       | -    |          |
| 20-6-1954  | Женева          | Туреччина         | 7 – 0     | Південна Корея | ЧС 1954 - 1-й етап       | 1    |          |
| 23-6-1954  | Цюрих           | ФРН               | 7 – 2     | Туреччина      | ЧС 1954 - 1-й етап       | 1    |          |
| 17-10-1954 | Сараєво         | Югославія         | 5 – 1     | Туреччина      | товариський матч         | -    |          |
| 3-4-1955   | Стамбул         | Туреччина         | 0 – 0     | Франція        | Середземноморський кубок | -    |          |
| 26-6-1955  | Трієст          | Італія            | 1 – 1     | Туреччина      | Середземноморський кубок | 1    |          |
| 18-12-1955 | Стамбул         | Туреччина         | 3 – 1     | Португалія     | товариський матч         | 1    |          |
| 25-12-1955 | Париж           | Франція           | 3 – 1     | Туреччина      | Середземноморський кубок | -    |          |
| 19-2-1956  | Стамбул         | Туреччина         | 3 – 1     | Угорщина       | товариський матч         | 2    |          |
| 25-3-1956  | Лісабон         | Португалія        | 3 – 1     | Туреччина      | товариський матч         | -    |          |
| 1-5-1956   | Стамбул         | Туреччина         | 0 – 1     | Бразилія       | товариський матч         | -    |          |
| 16-11-1956 | Стамбул         | Туреччина         | 1 – 1     | Польща         | товариський матч         | -    |          |
| 5-4-1957   | Каїр            | Єгипет            | 0 – 4     | Туреччина      | товариський матч         | 3    |          |
| 19-5-1957  | Варшава         | Польща            | 0 – 1     | Туреччина      | товариський матч         | -    |          |
| 6-11-1957  | Мадрид          | Іспанія           | 3 – 0     | Туреччина      | товариський матч         | -    |          |
| 8-12-1957  | Анкара          | Туреччина         | 1 – 1     | Бельгія        | товариський матч         | -    |          |
| 4-5-1958   | Амстердам       | Нідерланди        | 2 – 1     | Туреччина      | товариський матч         | -    |          |
| 26-10-1958 | Брюссель        | Бельгія           | 1 – 1     | Туреччина      | товариський матч         | -    |          |
| 2-11-1958  | Бухарест        | Румунія           | 3 – 0     | Туреччина      | Відбір до ЧЄ 1960        | -    |          |
| 7-12-1958  | Анкара          | Туреччина         | 0 – 0     | Болгарія       | товариський матч         | -    |          |
| 18-12-1958 | Стамбул         | Туреччина         | 1 – 0     | Чехословаччина | товариський матч         | -    |          |
| 26-4-1959  | Стамбул         | Туреччина         | 2 – 0     | Румунія        | Відбір до ЧЄ 1960        | 2    |          |
| 30-5-1959  | Стамбул         | Туреччина         | 0 – 0     | Нідерланди     | товариський матч         | -    |          |
| 8-6-1960   | Анкара          | Туреччина         | 4 – 2     | Шотландія      | товариський матч         | 2    |          |
| 27-11-1960 | Софія           | Болгарія          | 2 – 1     | Туреччина      | товариський матч         | -    |          |
| 1-6-1961   | Осло            | Норвегія          | 0 – 1     | Туреччина      | Відбір до ЧС 1962        | -    |          |
| 18-6-1961  | Москва          | СРСР              | 1 – 0     | Туреччина      | Відбір до ЧС 1962        | -    |          |
| 8-10-1961  | Бухарест        | Румунія           | 4 – 0     | Туреччина      | товариський матч         | -    |          |
| 12-11-1961 | Стамбул         | Туреччина         | 1 – 2     | СРСР           | Відбір до ЧС 1962        | -    |          |
| 16-5-1962  | Стамбул         | Туреччина         | 1 – 0     | Ізраїль        | товариський матч         | 1    |          |
| 9-10-1963  | Анкара          | Туреччина         | 0 – 0     | Румунія        | товариський матч         | -    |          |
| Усього     |                 | Матчів (24 місце) | 46        |                | Голів (3 місце)          | 21   |          |

## Титули і досягнення
- Чемпіон Туреччини (3):

«Фенербахче»: 1959, 1960–61, 1963–64